# Étables-sur-Mer
Étables-sur-Mer (tiếng Breton: Staol, Gallo: Establ) là một xã của tỉnh Côtes-d’Armor, thuộc vùng Bretagne, tây bắc Pháp.

## Dân số
Người dân ở Étables-sur-Mer được gọi là Tagarins hoặc Établais.